# Ciechostowice
Ciechostowice is een plaats in het Poolse district  Szydłowiecki, woiwodschap Mazovië. De plaats maakt deel uit van de gemeente Szydłowiec en telt 892 inwoners.